# Sterna dougallii

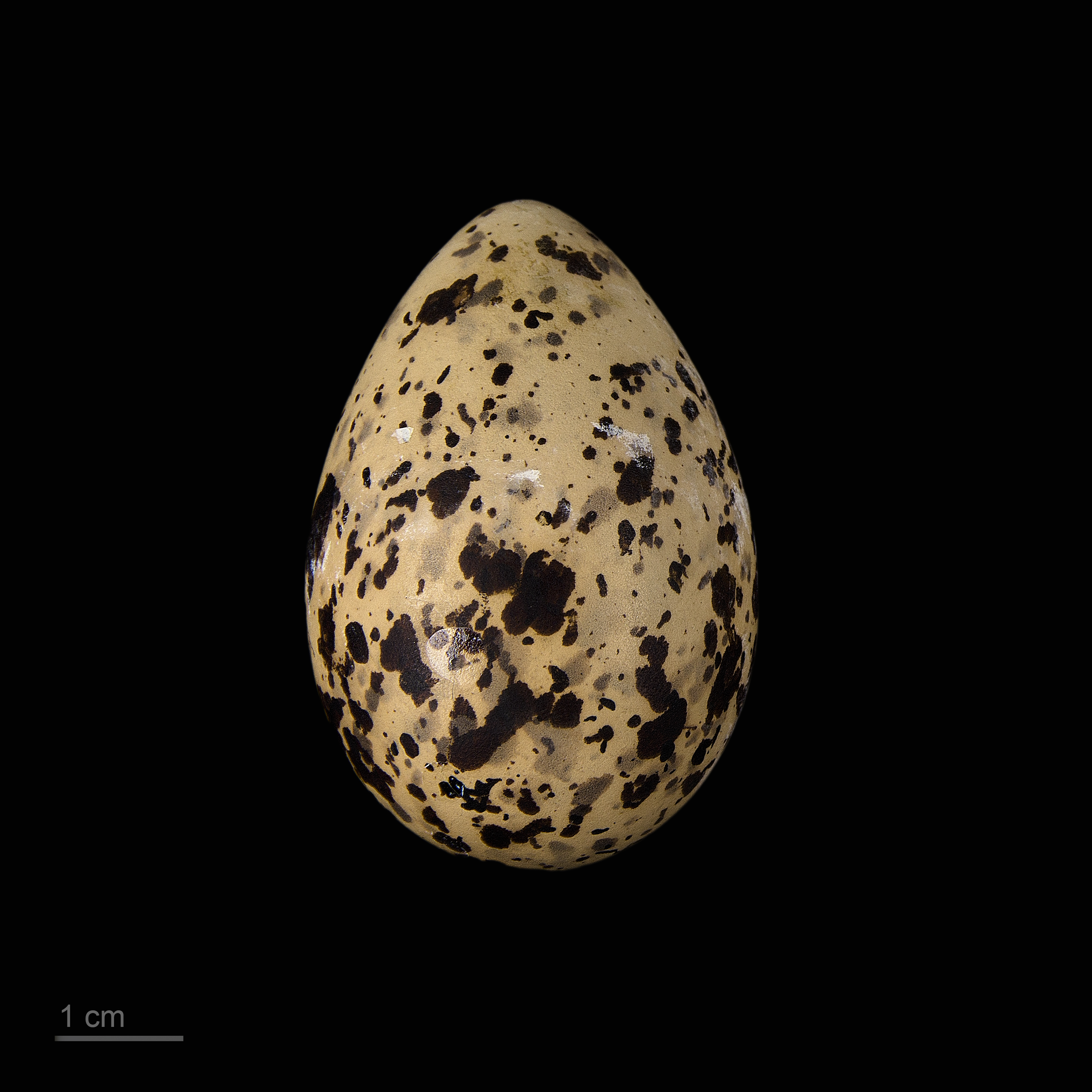
Sterna dougallii dougallii - MHNT

El charrán rosado (Sterna dougallii) es una especie de ave caradriforme de la familia Sternidae caracterizada por sus patas rojas, largas, píleo y pico negros, parte dorsal gris y parte ventral blanca o rosada.

## Distribución
Es una especie con una distribución muy amplia, pero dispersa. Es rara en Europa; local en Gran Bretaña, Irlanda, noroeste de Francia e Islas Canarias; migrador escaso o raro en estuarios; muy raro tierra adentro.

## Historia natural
Su voz es un graznido áspero, distinto al de otros charranes. Su nido es pequeño, herbáceo, a cubierto entre la vegetación. Pone 1-2 huevos en una nidada de mayo a junio.
Se alimenta de anguilas y arenques, que captura mediante zambullidas rápidas.

## Subespecies
Se conocen cinco subespecies de Sterna dougallii:
- Sterna dougallii arideensis Mathews, 1912
- Sterna dougallii bangsi Mathews, 1912
- Sterna dougallii dougallii Montagu 1813
- Sterna dougallii gracilis Gould 1845
- Sterna dougallii korustes (Hume, 1874)